# Frank Finn
Pour les articles homonymes, voir Finn (homonymie).
Frank Finn est un ornithologue britannique, né en 1868 à Maidstone et mort le 1er octobre 1932.

## Biographie
Il fait ses études au Maidstone Grammar School et au Brasenose College d'Oxford. Il participe à une expédition de collection de spécimens d'histoire naturelle dans l'est de l'Afrique en 1892. Il devient le premier assistant du directeur du Muséum indien de Calcutta en 1894 et directeur (Deputy Superintendent) de 1895 à 1903. Il retourne alors en Angleterre où il dirige l'Avicultural Magazine en 1909-1910. Finn est un auteur prolifique. Il est membre de la British Ornithologists' Union et de la Zoological Society of London.
Il découvre le tisserin de Finn, Ploceus megarhynchus. Celui-ci est décrit par Allan Octavian Hume (1829-1912) qui lui dédie l'espèce.

## Liste partielle des publications[1]
- 1901 : Birds of Calcutta, Caledonian Steam Printing Works (Calcutta) : 89 p. – réédité en 1904 par Thacker, Spink & Co. (Calcutta) : 136 p. ; réédité en 1917 chez les mêmes.
- 1906 : How to Know the Indian Waders Thacker, Spink and Co. (Calcutta) : vii + 223 p. – réédité et révisé en 1920 chez les mêmes éditeurs : xi + 200 p. – Exemplaire numérique téléchargeable sur Internet Archive : Million Book Project et American Libraries (édition de 1904).
- 1906 : Garden and Aviary Birds of India, Thacker, Spink and Co. (Calcutta) : ix + 201 p. – réédité chez le même éditeur en 1915 – Exemplaire numérique téléchargeable sur American Libraries : édition de 1906 et édition de 1915.
- 1907 : avec Douglas Dewar (1875-1957), Ornithological and other Oddities, J. Lane (Londres et New York) : xvi + 294 p. – Exemplaire numérique téléchargeable sur American Libraries.
- 1907 : Birds of the Countryside: a handbook of familiar British birds. With twelve coloured plates, 118 illustrations from photographs, etc., Hutchinson & Co. (Londres) : xv + 190 p.
- 1907 : Pets and how to keep them ... With twelve coloured plates and many illustrations after photographs from life, Hutchinson & Co. (Londres) : xvi + 219 p.
- 1908 : The world's birds a simple and popular classification of the birds of the world, Hutchinson & Co. (Londres) : xxviii + 180 p. – Exemplaire numérique téléchargeable sur American Libraries.
- 1909 : The Wild Beasts of the World. Illustrated with 100 reproductions in full colours from drawings by Louis Sargent, Charles E. Swan, and Winifred Austin, deux volumes, T.C. & E.C. Jack (Londres & Édimbourg) – réédité en 1916 chez T.C. & E. C. Jack (Londres) : xi + 404 p. – Exemplaires numériques téléchargeables sur Canadian Libraries (volume 1 et volume 2) et sur American Libraries (volume 1 et volume 2).
- 1909 : The Making of Species John Lane (Londres et New York) : xix + 400 p.
- 1909 : The Water Fowl of Indian and Asia, Thacker, Spink & Co. (Calcutta) : ix + 121 p. – troisième édition révisée chez les mêmes éditeurs : x + 126 p. – Exemplaire numérique téléchargeable sur Million Book Project.
- 1910 : Eggs and Nests of British Birds, Hutchinson & Co. (Londres) : xvi + 231 p.
- 1911 : The Game Birds of India and Asia, Thacker, Spink & Co. (Calcutta) : VIII + 180 pages, 8 planches de photos en noir et blanc.
- 1911 : Talks about Birds... Containing thirty-six illustrations, sixteen of which are full-page in colour, Adam & Charles Black (Londres) : x + 240 p. – Exemplaire numérique téléchargeable sur American Libraries.
- 1913 : Wild Animals of Yesterday & To-Day... Illustrated in colour & black & white by C. E. Swan, S.W. Partridge & Co. (Londres) : 382 p. – réédition abrégée par Partridge (Londres) : 201 p.
- 1915 : Indian Sporting Birds, Francis Edwards (Londres) : xi + 280 p.
- 1919 : Bird behaviour, psychical and physiological, Hutchinson (Londres) : x + 363 p. – Exemplaire numérique téléchargeable sur American Libraries.
- 1922-1923 : Birds of our Country: their eggs, nests, life, haunts & identification, Hutchinson & Co. (Londres) : 960 p.
- 1923 : Wildfowl of the World, Hutchinson & Co. (Londres) : 183 p. – réédité par le même éditeur en 1950.
- 1923 : Familiar London Birds. With 34 illustrations, etc., Hutchinson & Co. (Londres) : vi + 160 p. – réédité en 1930 par le même éditeur. – Exemplaire numérique téléchargeable sur American Libraries.
- 1926 : The Masque of Birds, and other Poems, Selwyn & Blount (Londres) : 61 p.